# رايموند انجلوا
رايموند انجلوا هو سياسي كندي، ولد في 10 أبريل 1936 في ساسكاتشوان في كندا، وتوفي في 12 أغسطس 1996. حزبياً، نشط في Social Credit Party of Canada ‏. وقد انتخب عضو مجلس العموم الكندي.